# Fundación Ideas para el Progreso

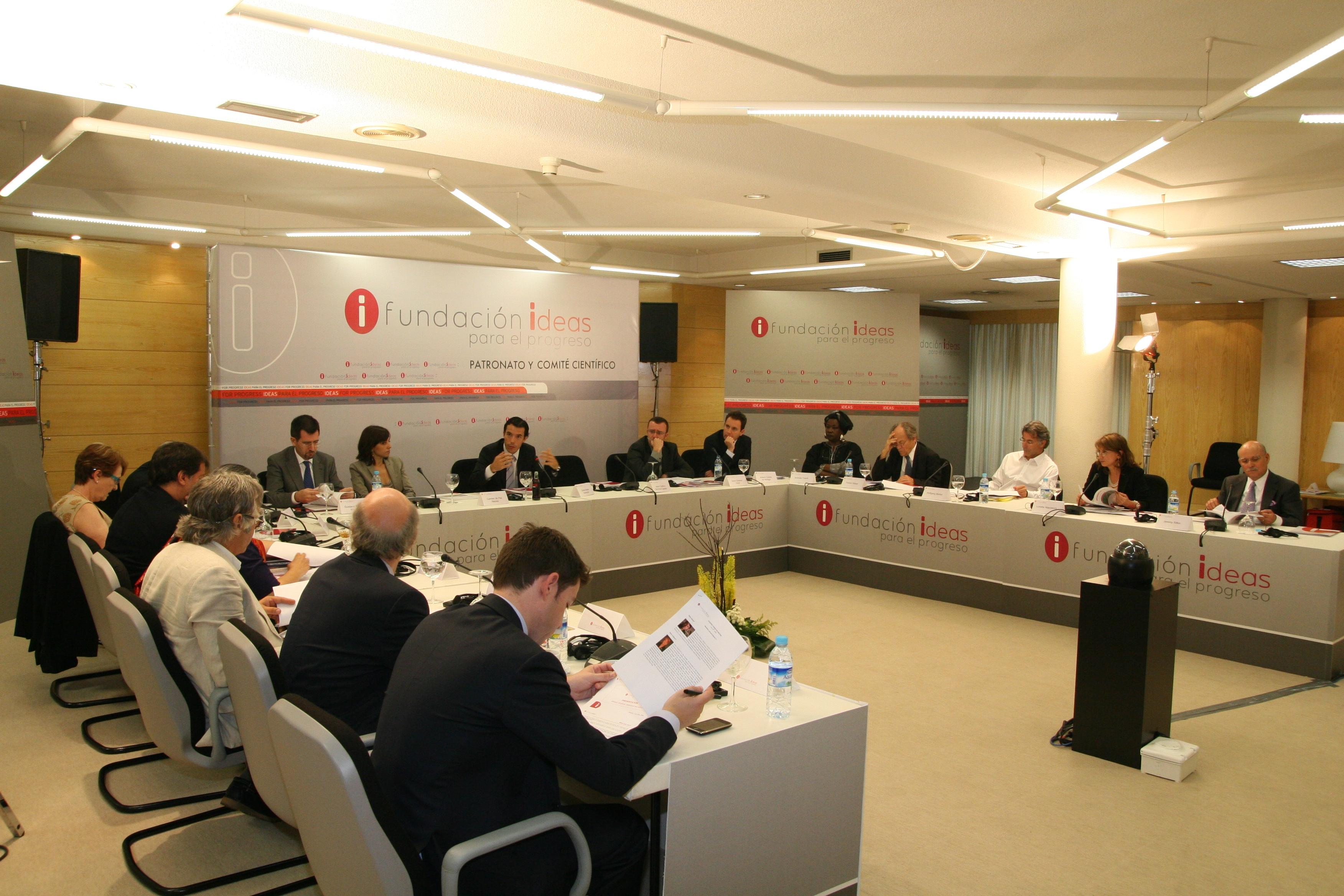
Reunión del patronato y del comité científico de la Fundación IDEAS.

La Fundación Ideas para el Progreso, también conocida como Fundación IDEAS, fue un instituto de pensamiento político o think tank español que trabajaba en torno a las ideas y propuestas políticas del Partido Socialista Obrero Español (PSOE). Se creó en 2008 y fue presidida inicialmente por José Luis Rodríguez Zapatero y desde abril de 2012 por el secretario general del PSOE, Alfredo Pérez Rubalcaba aunque el máximo responsable de la fundación era su vicepresidente ejecutivo, Jesús Caldera. Hasta enero de 2013 su director general era el economista Carlos Mulas Granados. En octubre de 2013 se anunció el cierre de la fundación a partir del 1 de enero de 2014.

## Origen y trayectoria
"IDEAS" es un acrónimo cuyas letras son las iniciales de Igualdad, Derecho, Ecología, Acción y Solidaridad, conceptos que son referencia del ideario socialdemócrata de este laboratorio de pensamiento político.
Tras la salida de Jesús Caldera del Ministerio de Trabajo en abril de 2008, se anunció que su nueva tarea consistiría en crear, poner en marcha y presidir una gran Fundación. En julio del mismo año, durante el XXXVII Congreso Federal del PSOE, el secretario general del PSOE y presidente del Gobierno de España, José Luis Rodríguez Zapatero, anunció el nombre de la nueva fundación.
Ésta integra al resto de fundaciones del partido socialista, que adquieren la figura de institutos:
- Instituto Pablo Iglesias: diseña, impulsa y ejecuta programas de cooperación internacional en el ámbito del fortalecimiento institucional, en especial en Iberoamérica y África.
- Instituto Ramón Rubial: promueve y defiende los derechos de los españoles en el exterior y de los extranjeros residentes en España.
- Instituto Jaime Vera: se encarga de la formación de sus cuadros políticos, tanto orgánicos como públicos, en áreas de liderazgo y comunicación política, y en ámbitos como economía, igualdad, política y derechos sociales.
- Consejo Progreso Global: órgano de asesoramiento de la fundación para cuestiones de carácter internacional, dirigido por Felipe González.

La Fundación IDEAS contaba con un patronato constituido como órgano de gobierno y representación de la fundación. Dicho patronato está compuesto por: Alfredo Pérez Rubalcaba; Jesús Caldera Sánchez-Capitán; Carlos Mulas Granados; Antonio Ávila Cano; José Blanco López; Purificación Causapié Lopesino; Xoan Manuel Cornide Pérez; Valeriano Gómez Sánchez; María González Veracruz; Reyes Maroto; José Antonio Griñán Martínez; Sergio Gutiérrez Prieto; Antonio Hernando Vera; Ramón Jáuregui Atondo; Trinidad Jiménez García Herrera; Óscar López Águeda; Juan Fernando López Aguilar; Patxi López Álvarez; Hugo Morán Fernández; Cristina Narbona Ruiz; Ludolfo Paramio Rodrigo; Soraya Rodríguez Ramos; José Luis Rodríguez Zapatero; Inmaculada Rodríguez-Piñero Fernández; Lentxu Rubial Cachorro; Rafael Simancas Simancas; Marisa Soleto Ávila; José Andrés Torres Mora; Mª Del Mar Villafranca Jiménez; Elena Valenciano Martínez-Orozco; Gaspar Zarrías Arévalo.
Además, IDEAS trabajaba con un órgano asesor encargado de orientar el camino que debe tomar la fundación en sus líneas prioritarias de investigación y actuación. Forman parte de este Comité Científico: Pedro Alonso; Helen Caldicott; Torben Iversen; George Lakoff; Wolfgang Merkel; María Teresa Miras; Dominique Mollard; Loretta Napoleoni; Guillermo O'Donnell; Emilio Ontiveros; Philip Pettit; Joseph Stiglitz; Jeremy Rifkin; María Joao Rodrigues; Jeffrey Sachs; Nicholas Stern; André Sapir; Vandana Shiva; Aminata Traoré; Torsten Wiesel; Kemal Derviş; y Pippa Norris.

## Áreas de trabajo
La fundación actuaba como un laboratorio de ideas, elaborando informes y documentos de trabajo sobre las áreas:
- Economía y Sostenibilidad: ha desarrollado informes sobre un nuevo modelo energético para España, sobre impuestos a las transacciones financieras, sobre la mejora de los mercados financieros, las prioridades económicas de Europa, biocombustibles etc
- Internacional y Cooperación: tiene estudios sobre el Tratado de Lisboa, sobre discriminación, sobre la creación de un espacio "ATILA" (Área Transatlántica de Integración para la Libertad Ampliada) etc
- Política, Ciudadanía e Igualdad: con documentos sobre participación ciudadana, socialdemocracia, la nueva agenda social etc